# Usnea maculata
Usnea maculata är en lavart som beskrevs av Stirt. Usnea maculata ingår i släktet Usnea och familjen Parmeliaceae.   Inga underarter finns listade i Catalogue of Life.